# Fansipangana vernalis
Fansipangana vernalis är en nattsländeart som beskrevs av Wolfram Mey 1996. Fansipangana vernalis ingår i släktet Fansipangana och familjen rovnattsländor. Inga underarter finns listade i Catalogue of Life.